# Wysoczyzna Rościsławska
Wysoczyzna Rościsławska (również Wysoczyzna Rościsławicka) – (318.51) niewielki mezoregion fizycznogeograficzny stanowiący północno-zachodnie zakończenie Niziny Śląskiej. Od północnego wschodu graniczy ze Wzgórzami Trzebnickimi, od północnego zachodu z Obniżeniem Ścinawskim, a od południa z Pradoliną Wrocławską. Nazwa regionu pochodzi od wsi Rościsławice.
Jest to teren falisty o powierzchni ok. 150 km² i średniej wysokości ok. 150 m n.p.m.
Pod względem geologicznym jest to obszar monokliny przedsudeckiej, pokryty osadami zlodowaceń południowopolskich i środkowopolskich – głównie piaskami, żwirami i glinami.
W północnej części, na piaskach wydmowych rosną lasy, w części południowej jest to teren rolniczy.
Jedynym większym miastem jest Wołów.